# Public Safety Officer Medal of Valor
La Public Safety Officer Medal of Valor est la plus haute décoration pour bravoure que peuvent recevoir des non-militaires aux États-Unis. Elle est comparable en importance à la décoration militaire Medal of Honor.
La médaille a été créée le 30 mai 2001. Elle est décernée par le président américain à des officiers de la sécurité publique. La médaille peut être décernée à titre posthume.
Les 442 membres de la sécurité civile (pompiers, policiers) morts lors de l'attentat du 11 septembre 2001 contre le World Trade Center ont néanmoins reçu à la place la médaille 9/11 Heroes Medal of Valor qui est similaire mais spécifique à cet évènement tragique.